# Chiesa di San Piero (Montepaldi)
La chiesa di San Piero si trova in località Montepaldi, nel comune di San Casciano in Val di Pesa, in provincia di Firenze.

## Storia
La chiesa sorge a breve distanza dalla Villa di Montepaldi che fino agli anni ottanta del Novecento apparteneva alla famiglia Corsini.
In antico fu patronato della famiglia Salviati e successivamente nel 1617 della famiglia Borghese.

## Descrizione
La chiesa, oggi non più officiata, si presenta con l'aspetto datogli nel Settecento, quando fu sottoposta ad un radicale restauro.
Ha un'unica navata con il campanile a vela impostato sul tetto della canonica.